# Carlos Marcello
Carlos "El pequeño hombre" Marcello (Túnez, Túnez; 6 de febrero de 1910-Metairie, Luisiana; 3 de marzo de 1993) fue un mafioso italoestadounidense que llegó a ser el jefe de la familia criminal de Nueva Orleans desde los años 1940.

## Biografía

### Primeros años
Nacido en 1910 como Calogero Minacore, en la ciudad de Túnez, Túnez, de padres sicilianos. Marcello llegó a Estados Unidos en 1911 cuando su familia se instaló en una decaída casa de plantación cerca de Metairie, Luisiana. Su padre cambió su apellido para evitar ser confundido con su supervisor en la plantación de azúcar donde empezó a trabajar, también apellidado Minacore. Adoptó el de Marcello y toda la familia también americanizó sus nombres de pila, así Calogero Minacore se convirtió en Carlos Marcello, y sus ocho hermanos en Peter, Rose, Mary, Pascal, Vincent, Joseph Jr., Anthony y Salvador Marcello. Carlos pronto se dedicó a cometer pequeños crímenes en el Barrio Francés. Fue encarcelado por comandar una banda de gángsters adolescentes que efectuaban atracos en pequeños pueblos en los alrededores de Nueva Orleans. En ese tiempo, los periódicos locales lo comparaban con el personaje de Fagin de la novela de Charles Dickens, Oliver Twist. Esta condena fue posteriormente anulada. Sin embargo, al año siguiente fue condenado el 29 de noviembre de 1929, por agresión y robo y fue ingresado en la Penitenciaria estatal de Luisiana por 9 años. Fue puesto en libertad a los 5 años. 
En 1938, Marcello fue arrestado por vender 23 libras (10 kg) de marihuana. A pesar de recibir otra larga condena e imponerle una fianza de 76.830 dólares, Marcello permaneció menos de 10 meses en prisión y solo pagó una multa de cuatrocientos dólares gracias a un acuerdo con el exgobernador Huey Long. Tras su liberación, se asoció con Frank Costello, el líder de la Familia criminal Genovese, en la ciudad de Nueva York. En esa época, Costello estaba involucrado en el transporte de máquinas tragaperras ilegales desde Nueva York a Nueva Orleans. Marcello proporcionó la fuerza necesaria y dispuso que las máquinas fueran colocadas en negocios locales.

### Vida personal
En 1936, Marcello se casó con Jacqueline Todaro, sobrina del mafioso de Nueva Orleans Frank Todaro. Tuvieron cuatro hijos: Louise (de casada, Hampton), Joseph C. Marcello, Florence (de casada, Black) y Jacqueline (de casada, Dugas).

### Vida laboral y delitos
A finales de 1947, había tomado el control de la red de apuestas ilegales de Luisiana. También unió sus fuerzas con el mafioso judío de Nueva York Meyer Lansky para sacar dinero de los más importantes casinos del área de Nueva Orleans. De acuerdo a exmiembros del Chicago Outfit, Marcello también había sido asignado para sustraer dinero desde los casinos de Las Vegas a cambio de proveer "músculo" en negocios inmobiliarios en Florida. Por este tiempo Marcello había sido elegido como el "Padrino" de la Mafia de Nueva Orleans, por los capos de la familia y la Comisión. Afirmó que había estado en ese cargo por 30 años. En 1948, Marcello asistió a la Conferencia Global de la Mafia para regular el Narcotráfico Mundial, la Conferencia de La Habana.
Marcello continuó la fiera tradición familiar de independencia de los mafiosi de otras áreas. Actuaba como policía para evitar que otros mafiosos visitaran Luisiana sin su permiso.
El 24 de marzo de 1959, Marcello apareció ante un comité del Senado de los Estados Unidos que investigaba el crimen organizado. Sirviendo como Jefe del Consejo de ese comité estaba Robert F. Kennedy; su hermano, el senador John F. Kennedy, era miembro del comité. En respuesta al cuestionamiento del comité, Marcello invocó la Quinta Enmienda a la Constitución de los Estados Unidos, rechazando responder preguntas sobre su pasado, parientes o actividades.
Después de ser nombrado presidente, John F. Kennedy nombró a su hermano fiscal general de Estados Unidos. Los dos hombres trabajaron en conjunto en un intento de parar el crimen organizado.[cita requerida] En marzo de 1961, el fiscal general Robert Kennedy, actuando en requerimiento que había hecho la Administración Eisenhower por el exsuperintendente de policía de Luisiana Francis Grevemberg, deportó a Marcello a Guatemala (el país que Marcello había incluido como lugar de nacimiento en su pasaporte falsamente). Marcello tenía fuertes relaciones de negocios y con la CIA en Guatemala desde la Operación PBSUCESS. El 4 de abril de ese año, Marcello fue arrestado por las autoridades y enviado a la fuerza a Guatemala.
No le tomó mucho a Marcello estar de vuelta en Estados Unidos. Informantes encubiertos, afirmaron que Marcello hizo varias amenazas contra la vida de John F. Kennedy, una vez que hizo la ceremonia de amenaza de muerte siciliana, "Toma la piedra de mi zapato." Los que lo conocían, sin embargo, sugieren que Marcello no conocía el italiano tan bien como para hacer esa amenaza.
En septiembre de 1962, Marcello contó al investigador privado Edward Becker que "Un perro te continuara mordiendo, aún si le cortas su cola...," [lo que significaba el fiscal general Robert Kennedy]., "...pero si tu cortas la cabeza .., [lo que significaba el presidente Kennedy],... cesará de causarte problemas" Becker reportó que Marcello, "claramente afirmó que el presidente Kennedy sería asesinado de alguna manera." Marcello afirmó a otro informante que debería tomar un seguro en caso de que el asesinato fallara, ".... haciendo que un idiota asumiera el intento tal como se hace en Sicilia." 
Justo antes de que Kennedy fuera asesinado el 23 de noviembre de 1963, en Dallas, Texas, el dueño de clubes nocturnos Jack Ruby contactó a Marcello, y al Padrino de Tampa, Florida Santo Trafficante, sobre un problema laboral que estaba teniendo con el American Guild of Variety Artists (AGVA). Ruby era un asociado de largo tiempo del Chicago Outfit y había sido testigo estrella de Richard Nixon, ante el Comité de Actividades Antiestadounidenses y fue enviado a Dallas a abrir negocios ilegales para el Outfit, todos bajo el paraguas de la rama de Nueva Orleans de La Cosa Nostra, cuya esfera de influencia incluía Dallas.

### Asesinato de Kennedy
El 14 de enero de 1992, un reportaje del New York Post afirmó que Marcello, Santo Trafficante, Jr., y Jimmy Hoffa habían estado involucrados en el asesinato del Presidente Kennedy. Frank Ragano es citado afirmando a comienzos de 1963, que Hoffa le había dado un mensaje para Trafficante y Marcello concerniente a asesinar a Kennedy.
Cuando el encuentro tuvo lugar en el Royal Orleans Hotel, Ragano le dijo a los hombres: «No creerían lo que Hoffa me pidió que les dijera. Jimmy les pidió que asesinaran al Presidente». Dijo que no le pareció que los hombres se impresionaran demasiado y que ya estaban ejecutando el plan."

### Años posteriores
Después del asesinato de Kennedy, el FBI investigó a Marcello. Llegaron a la conclusión de que Marcello no estaba involucrado en el asesinato. Por otra parte afirmaron: «no creemos que Carlos Marcello sea significativo en la esfera del Crimen organizado, y que Marcello se ganaba la vida... como vendedor de tomates y como inversionista en propiedades», cuando todo el mundo tenía claro que era la máxima figura de la Mafia en Luisiana. Como resultado de esta "investigación", la Comisión Warren concluyó que no había relación directa entre Ruby y Marcello. 
En 1966, Marcello se reunió con la Comisión Nacional. La reunión fue llamada porque el liderazgo de Marcello estaba siendo amenazado por Trafficante Jr. y Anthony Carolla, el hijo del predecesor de Marcello en la Mafia de Nueva Orleans. La comisión había fallado a favor de Marcello antes de que la policía irrumpiera. 
Marcello fue acusado de varias felonías conocidas. Después de una larga batalla legal, fue condenado por asalto a un agente del FBI a quien le había roto la cara previamente en Luisiana. Sentenciado a dos años de prisión, cumplió seis meses siendo liberado el 12 de marzo de 1971.
George Robert Blakey, jefe del Consejo y director del equipo del Comité Selecto de la Cámara sobre Asesinatos, publicó, The Plot to Kill the President en 1981. En el libro, Blakey afirma que existió una conspiración para asesinar a John F. Kennedy. Blakey cree que Lee Harvey Oswald estuvo involucrado pero que fue solo uno de los que dispararon faltando otros que dispararon desde el montículo de hierba. Blakey llegó a la conclusión de que Marcello, Trafficante, Jr., junto al jefe de la Mafia de Chicago Salvatore "Sam Mooney" Giancana fueron cómplices en planificar y llevar a cabo el asesinato de Kennedy.
En su autobiografía, Mob Lawyer (1994, co-eescrita con el periodista Selwyn Raab), el fiscal Frank Ragano agregó que en julio de 1963, él fue enviado nuevamente a Nueva Orleans para encontrarse con Carlos Marcello y Santo Trafficante concerniente a los planes para asesinar al presidente Kennedy. Cuando Kennedy fue asesinado, Hoffa aparentemente habría dicho a Ragano: "Les conté lo que sucedería. Nunca olvidaré lo que Carlos y Santo hicieron por mi." Agregó: "Esto significa a Bobby fuera de fiscal general." Marcello más tarde contaría a Ragano, "Cuando veas a Jimmy [Hoffa], me debe una grande."
Marcello fue convicto por un "asunto encubierto" en 1981, pero se mantuvo fuera de prisión, hasta 1983 mediante una apelación, pero cuando esta fue denegada, fue ordenada su entrada en prisión. En una conversación interceptada por el FBI, de Marcello con el Jefe del submundo en Dallas acerca de aquellos que lo acusaron de haber asesinado a los hermanos Kennedy: "Seguro que tengo argumentos para discutir porque lo que no deben olvidar es que lo hice CON ELLOS".

### Muerte
En el día de año nuevo de 1989, sufrió una serie de derrames cerebrales. Estaba tan desorientado que cuando estaba en el vestíbulo del hotel en que vivía no podía reconocer a los miembros de su familia. En julio, en un movimiento sorpresa la Corte de Apelaciones del 5.º Circuito dejó sin efecto la convicción BRILAB de Carlos. Un juez negó esta reversión, pero su decisión fue negada por el pleno. En octubre, después de haber cumplido seis años y seis meses de sentencia, fue liberado y entregado al cuidado de su familia. "Estoy retirado," le dijo a los reporteros. "Estoy feliz, todo está regio para mi". Regresó a su gran casa blanca, una mansión de dos pisos con un campo de golf en Metairie. 
Ahí, viviría los últimos años de su vida, cuidado por un grupo de enfermeras y vigilado por su esposa e hijas. Aparentemente, perdió el habla y regresó a su infancia. Nunca más volvió a ser visto en público y murió el 3 de marzo de 1993. 
La familia criminal de Nueva Orleans frecuentemente se reúne en un conocido restaurante italiano en el suburbio de Nueva Orleans de Avondale, Luisiana, conocido como Mosca's. El Mosca's era ya a menudo un centro de reunión para Carlos Marcello y sus socios. El establecimiento todavía continúa abierto, y se le hicieron numerosas reparaciones después del paso del Huracán Katrina por sus propietarios, la familia Mosca.
La familia Marcello y sus descendientes todavía conservan una gran cantidad de propiedades en el sudeste de Luisiana. La familia Marcello que emigró primero desde Sicilia a Donaldsonville, Luisiana, no está emparentada.